# Worapoj Petchkoom
Worapoj Petchkoom est un boxeur thaïlandais né le 18 mai 1981.

## Carrière
Aux Jeux olympiques d'été de 2004, il combat dans la catégorie des mi-mouches et remporte la médaille d'argent, battu en finale par Guillermo Rigondeaux. 

## Référence
1. ↑  (en) Résultats des Jeux olympiques 2004 (amateur-boxing.strefa.pl)